# دم‌بادبزنی
دم‌بادبزنی (نام علمی: Rhipidura) نام یک سرده از راسته گنجشک‌سانان است.

## گونه‌ها
- دم‌بادبزنی آبی میندانائو, Rhipidura superciliaris
- دم‌بادبزنی آبی ویسایان, Rhipidura samarensis
- دم‌بادبزنی سرآبی, Rhipidura cyaniceps
- دم‌بادبزنی تابلاس, Rhipidura sauli
- دم‌بادبزنی ویسایان, Rhipidura albiventris
- دم‌بادبزنی شکم‌بلوطی, Rhipidura hyperythra
- دم‌بادبزنی مهربان, Rhipidura albolimbata
- دم‌بادبزنی خاکستری, Rhipidura albiscapa
- دم‌بادبزنی نیوزیلند, Rhipidura fuliginosa
  - دم‌بادبزنی لرد هوی, Rhipidura fuliginosa cervina - انقراض (c.۱۹۲۵)
- دم‌بادبزنی حرا, Rhipidura phasiana
- دم‌بادبزنی قهوه‌ای, Rhipidura drownei
- دم‌بادبزنی ماکیرا, Rhipidura tenebrosa
- دم‌بادبزنی رنل, Rhipidura rennelliana
- دم‌بادبزنی راه‌راه, Rhipidura verreauxi
- دم‌بادبزنی کاداوو, Rhipidura personata
- دم‌بادبزنی ساموآیی, Rhipidura nebulosa
- دم‌بادبزنی شکم‌زنگاری, Rhipidura teysmanni
- دم‌بادبزنی پشت‌برنزه, Rhipidura superflua
- دم‌بادبزنی سینه‌راه‌راه, Rhipidura dedemi
- دم‌بادبزنی دم‌دراز, Rhipidura opistherythra
- دم‌بادبزنی پالائو, Rhipidura lepida
- دم‌بادبزنی پشت‌حنایی, Rhipidura rufidorsa
- دم‌بادبزنی بیسمارک, Rhipidura dahli
- دم‌بادبزنی موسائو, Rhipidura matthiae
- دم‌بادبزنی مالایتا, Rhipidura malaitae
- دم‌بادبزنی آرافورا, Rhipidura dryas
- دم‌بادبزنی پوهنپئی, Rhipidura kubaryi
- دم‌بادبزنی حنایی, Rhipidura rufifrons
  - Guam rufous fantail, Rhipidura rufifrons uraniae - انقراض (۱۹۸۴)
- دم‌بادبزنی مانوس, Rhipidura semirubra
- دم‌بادبزنی دوریختی, Rhipidura brachyrhyncha
- دم‌بادبزنی سیاه, Rhipidura atra
- دم‌بادبزنی سیاه‌دارچینی, Rhipidura nigrocinnamomea
- دم‌بادبزنی دم‌حنایی, Rhipidura phoenicura
- دم‌بادبزنی شکم‌سفید, Rhipidura euryura

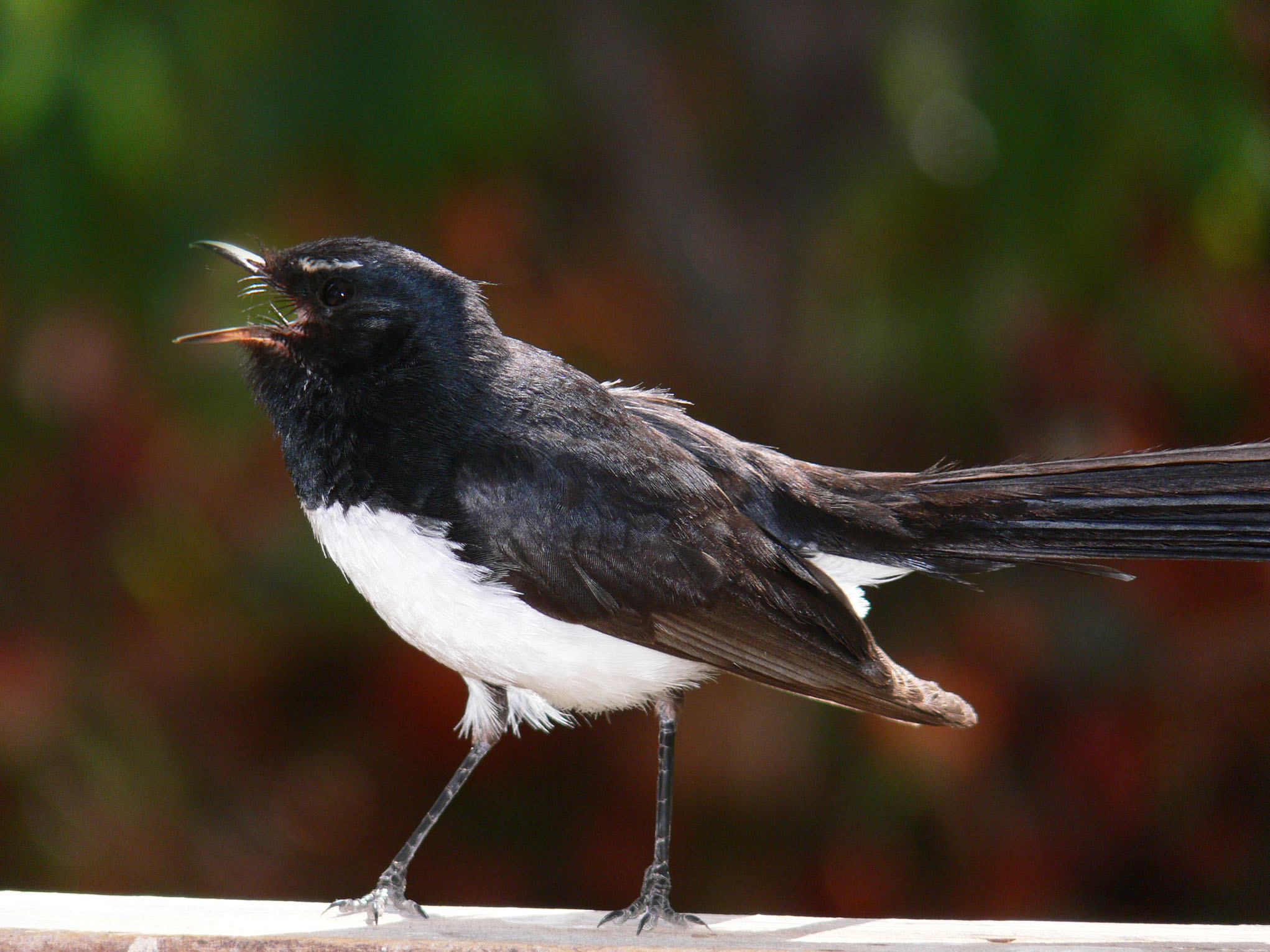
دم‌چتری ویلی Rhipidura leucophrys

- دم‌بادبزنی خال‌خالی, Rhipidura perlata
- دم‌بادبزنی ابروسفید, Rhipidura aureola
- دم‌بادبزنی پیسه مالزی, Rhipidura javanica
- دم‌بادبزنی پیسه فیلیپین, Rhipidura nigritorquis
- دم‌بادبزنی گلوسفید, Rhipidura albicollis
- دم‌بادبزنی خال‌سفید, Rhipidura albogularis
- دم‌بادبزنی سرقهوه‌ای, Rhipidura diluta
- دم‌بادبزنی دم‌دارچینی, Rhipidura fuscorufa
- دم‌بادبزنی شمالی, Rhipidura rufiventris
- دم‌بادبزنی کاکرل or white-winged fantail, Rhipidura cockerelli
- دم‌بادبزنی دوده‌ای بیشه, Rhipidura threnothorax
- دم‌بادبزنی شکم‌سفید بیشه, Rhipidura leucothorax
- دم‌بادبزنی سیاه بیشه, Rhipidura maculipectus
- دم‌چتری ویلی, Rhipidura leucophrys